# Yu Dayou
Yu Dayou 俞大猷 (cinese) (Jinjiang, 1503 – 1579) è stato un generale cinese dell'epoca della dinastia Ming. Esperto di arti marziali cinesi, in particolare si distinse assieme a Qi Jiguang nella guerra contro i pirati giapponesi.

## Biografia
Yu Dayou, Zi Zhifu (志辅), veniva chiamato Xujiang (虚江). La sua collaborazione con Qi Jiguang valse questo detto: "Yu Long Qi Hu" (俞龙戚虎, Yu il Drago, Qi la Tigre).
Originario di Jinjiang, nell'area amministrativa di Quanzhou in Fujian. Apparteneva ad una famiglia di tradizione militare.
Interessato al Wushu, sembra che circa nel 1560 si sia recato a visitare il tempio Shaolin Putian anche detto tempio Shaolin del Sud, nelle vicinanze di Quanzhou in Fujian. Qui avrebbe preso come allievi due monaci Zongqing e Pucong a cui avrebbe insegnato il proprio metodo di bastone, da costoro poi trasmesso nel tempio. Nel suo Zhengqitang ji Tang Hao, noto storico, avrebbe rintracciato nella tecnica Wu hu lan l'insegnamento di Yu Dayou.
Yu Dayou ha scritto un trattato sull'arte della spada: il Jianjing (剑经, del 1557). Altri suoi scritti sono: Bingfa fa wei (兵法发微), Ji hai xin shi (洗海近事, del 1569), Xu wu jing zongyao (续武经总要). Con altri ha scritto questa opera di poesia: Zhengqi tang ji (正气堂集).
Nel 1555, mentre partecipa ad una campagna contro i wokou scrive il Lun hechuan shi (论河船式). Nel 1560 aveva scritto il Datong zhen bingche caofa (大同镇兵车操法, manuale sui carri militari della città di Datong).
Trasmise i metodi della Jing chu changjian, della Yangjiaqiang e del Yujiagun.